# (38342) 1999 RT139
1999 RT139 (asteroide 38342) é um asteroide da cintura principal. Possui uma excentricidade de 0.09240380 e uma inclinação de 3.71722º.
Este asteroide foi descoberto no dia 9 de setembro de 1999 por LINEAR em Socorro.